# مارمولک خالدار پرنده
مارمولک خالدار پرنده (نام علمی: Draco maculatus) نام یک گونه از سرده مارمولک‌های پرنده است.